# خلیل القاهری
خلیل القاهری (۲۱ دسامبر ۱۹۸۶، منامه، بحرین) یک تاجر، کارآفرین و نویسنده اهل بحرین است که بیشتر به عنوان ناشر مقالات در زمینهٔ کارآفرینی شناخته می‌شود. اولین کتاب او با نام راه به‌سوی کارآفرینی در سال ۲۰۱۷ منتشر شد.